# Pierre Antoine Loys
Pierre Antoine Loys (1767-13 mars 1794)
Maire d'Arles (1791-1792)

## Biographie
Médecin et chef du parti chiffoniste (royaliste), il avait un frère cadet Jean-Baptiste qui était, lui, républicain. À Arles il succède au maire aristocrate et jacobin Antonelle, chef des monnadiers en novembre 1791 après la prise du contrôle de la ville par les chiffonistes en juin 1791. Il s'enfuit d'Arles au retour des jacobins marseillais en mars 1792. Il se réfugie alors à Lyon où, arrêté, il est guillotiné le 13 mars 1794 à 27 ans.

### Sources
- Jean-Maurice Rouquette (sous la direction de) - Arles, histoire, territoire et cultures, page 1198 - Éditions Imprimerie nationale, Paris 2008 -  (ISBN 978-2-7427-5176-1)